# 马鞍街道 (南京市)
马鞍街道是中华人民共和国江苏省南京市六合区下辖的一个街道办事处。
2012年8月17日，江苏省人民政府批复同意撤销马鞍镇、马集镇，将原两镇所辖区域合并设立马鞍街道办事处。街道办事处驻人民路54号。

## 行政区划
马鞍街道下辖以下村级行政区划单位：
马集社区、金陈村、宝圣村、黄岗村、柏营村、巴山村、何营村、尖山村、东马村、河王村、大圣村、夏李村、翻身村、玉王村、杨营村、鞍山社区、城西社区、汤营村、朱家山村、黄赵村、平山村、练山村、郭营村、刘陆村、大营村、陈营村、草塘村和勤丰村。